# Rajmund
Rajmund je moško osebno ime.

## Oblike imena
- Moške oblike imena: Raimund, Rajko, Rajmek, Rajmi, Rajmond, Rajmondo, Ramon, Ramond, Ramun, Raymond, Rejmund
- Ženske oblike imena: Rajmonda, Rajmunda, Ramona

## Tujejezikovne oblike imena
Raimond, Raimbaud, Raimbert (fr.); Ramon (špan.); Raimondo (it.); Raymond, Ray (ang.), Raimo (fin.)

## Izvor imena
Slovenska različica tega imena je Rajko in je verjetno nastala iz hrvaškega imena Rajko, ter se naslonila na svetniško ime Rajmund, ki poteka še iz predkrščanskih časov. Razlagajo ga na več načinov:
1. Ime Rajmund[1] izhaja iz nemške oblike imena Reimund, le to pa iz še starejšega imena Reginmund, ki je zloženo iz dveh starovisokonemških besed ragin, ki pomeni »sklep usode, bogov« in druge besede munt, ki pomeni »obramba«. [2]
2. To nemško ime izhaja iz Ragimund, kar je sestavljeno iz besed ragin, »božanski«, ter mund, »varstvo, zaščita, obramba«, v pomeni »božje varstvo«. Ime je bilo zelo razširjeno v srednjem veku, in je še danes navzoče po celi Italiji. [3]
3. Ime „Rai-mund“ je sestavljeno iz dveh besed in sicer pomeni v starovisokinemščini: Rai »nasvet«, Mund »varstvo«. [4] [5]
4. Raimondo izhaja iz germanščine v pomenu varuje z nasvetom [6] [7]
5. Ime pomeni svetovalec in varuh. [8] [9]
6. Ime izhaja iz staronemškega Raginmund: »modri zavetnik; nasvet, ki zagotavlja varstvo«. [10] [11]
7. Ime Rajmund izhaja torej iz nemškega imena Raimund, to pa iz germanskega Raginmund. Pravzaprav pa izhaja iz mlajših poromanjenih različic, predvsem španske Raimundo. Le-to izhaja iz besed ragina, »svet«, »odločitev ali sklep bogov«, in mundo, »varstvo, zaščita, bramba«, kar lahko pomeni človeka, »ki ga varujejo bogovi«. [12]

## Svetniško ime
Rajmund je ime dveh svetnikov. Prvi je Rajmund Penjafortski, španski dominikanec in učenjak iz 13. stoletja. God praznuje 7. januarja. Drugi pa je Rajmund Nerojeni (Rajko Nonat), redovnik prav tako iz 13. stoletja, ki god praznuje 31. avgusta.

## Pogostost imena
- Leta 1994 je bilo v Sloveniji po podatkih iz knjige Leksikon imen Janeza Kebra 390 nosilcev imena Rajmund. Ostale različice imena, ki so bile tega leta še v uporabi: Raimund (10), Rajko (2659), Rajmond (33), Ramon (10), Rajmonda (4), Rajmunda (7), Ramona (37).
- Po podatkih Statističnega urada Republike Slovenije je bilo na dan 31. decembra 2007 v Sloveniji število moških oseb z imenom Rajmund: 276.[14]